# Swan Lake Park
Swan Lake Park är en park i Kanada.   Den ligger i provinsen British Columbia, i den centrala delen av landet, 3 300 km väster om huvudstaden Ottawa. Swan Lake Park ligger 726 meter över havet. Den ligger vid sjön Swan Lake.
Terrängen runt Swan Lake Park är platt åt nordost, men åt sydväst är den kuperad. Swan Lake Park ligger nere i en dal. Runt Swan Lake Park är det mycket glesbefolkat, med 2 invånare per kvadratkilometer.. 
I omgivningarna runt Swan Lake Park växer i huvudsak blandskog.